# SABC 2
SABC 2 est la seconde chaîne de télévision sud-africaine, fondée en 1982.

## Historique de la chaîne
En 1982, la South African Broadcasting Corporation (SABC) créée sa seconde chaîne sous le nom de TV2.
En 1994, elle est rebaptisée CCV (Contemporary Community Values).
Le 4 février 1996, deux ans après l'arrivée au pouvoir du Congrès national africain, la SABC réorganise ses chaînes pour devenir plus représentative des différents groupes ethniques d'Afrique du Sud. C'est ainsi que SABC 2 succède à CCV.

### Identité visuelle (logo)

Logo de SABC 2 de 1996 à 2013
Logo de SABC 2 depuis le 1er mars 2013

### Slogan
- 1996 - 2001 : « Come alive with us » ((fr) « Prendre vie avec nous »)
- 1992 : « Simunye » (du zoulou ; (fr) « Nous sommes un »)
- 2002-2012 : « Feel at home » ((fr) « Se sentir à la maison »)
- depuis 2013 : « You belong » ((fr): « Vous appartenez »)

## Programmes
Cette chaîne de télévision généraliste et publique émet principalement en anglais et en afrikaans. Plusieurs décrochages en langue sesotho, venda et tsonga sont diffusés dans la journée sur son antenne.
Les principales émissions diffusées sur la chaîne sont le programme « Morning live » (informations, chroniques et musique) et la série Sewende Laan. 
Le second canal de la SABC diffuse également plusieurs bulletins d'information, dont le journal du soir en afrikaans ; en dernière partie de soirée, les émissions laissent la place à une retransmission en direct de la chaîne d'information en continu SABC News.

## Annexe